# Texture09
『Texture09』は、Koji Nakamura/Nyantoraのアルバム。2016年9月12日にMeltintoより発売された。

## 解説
SUPERCARのフロントマンである中村弘二がKoji Nakamura/Nyantora両名義で制作しているCD-Rシリーズ「Texture」の第9弾。
中村のオンラインショップ「Meltinto」や、ライブ会場で販売されている。
ジャケットのスタンプの色は黒、色紙は青。
2019年2月11日に収録曲全ての曲名が発表された。

## 収録曲
1. a E R o
ショートPVが中村の公式Twitterで公開されている。
2. Plus Ultra
音源がSoundCloudで公開されている。後にショートPVが中村の公式Twitterで公開された。Texture Webにも収録された。
3. StigmA
アルバム発売前にSoundCloudで期間限定で無料公開されていた。
4. I A c e
当曲に歌詞が追加されたバージョンがストリーミング限定プロジェクト「Epitaph」に「Blue/eyes」のタイトルで公開されている(アルバムには未収録)。
5. Delysid
6. WateR
7. ν ο υ ς
8. M o l t
Texture Web2にも収録された。
9. l i N e

全作曲・編曲：中村弘二